# آل‌هاشم علیا
آل‌هاشم علیا روستایی است که در استان اردبیل، شهرستان خلخال، بخش مرکزی، دهستان خانندبیل شرقی قرار دارد.

## جمعیت
بر اساس سرشماری سال ۱۳۸۵ جمعیت این روستا ۳۰۷ نفر با ۶۲ خانوار بوده‌است.
جمعیت وآمار خانوارروستای آلهاشم علیانسبت به سال 85تغییرزیادی کرده است وافزایش یافته است